# 魔王と踊れ! 〜Legend of the Lord of Lords〜
『魔王と踊れ! -Legend of the Lord of Lords-』（まおうとおどれ レジェンド オブ ザ ロード オブ ローズ）は2005年3月25日にcatwalkより発売されたアダルトゲームである。
10年後の世界を描いた続編『魔王と踊れ! II change of the world』は個別記事を参照。

## 概要
物語はアドベンチャーパートとRPG要素を取り入れたダンジョン探索パートの2つで構成される。ダンジョン探索パートではRPGとS-RPGを混合したマップ戦闘形式で戦略性の高さが特徴。アドベンチャーパートで武具の鍛冶やアクセサリー、アイテムの購入などコンシューマ定番のRPG要素が散見される。後にダンジョン難易度の修正パッチも公開された。

## 登場人物
ビナー・プラクティカス
主人公。魔王アツィルト=イェツラーの転生体。
ウィッカ・アムリタ
声 - 天天
フィリア・セオリカス
声 - 田中美智
プリッシュタルト帝国の姫。
ソフィス・アゾニア
声 - 涼森ちさと
ヌル
声 - ???
ピルミア
声 - 紬叶慧
???
声 - 櫻レオナ
ヴァユ・ヴァンガード
声 - 奥川久美子
シビル
声 - 紬叶慧
トリノ
声 - 理多
ミーニャ
声 - 比未子
チッタ
声 - 理多

## 関連商品
- 一迅社文庫より小説化作品が2009年1月20日に刊行された。著者は梅村崇。ISBN 978-4-75-804051-8
- シルバーブリッツのカードゲーム、Lyceeに参戦している。収録エキスパンションは、VisualArt's3.0など。